# 대한민국 형사소송법 제310조
대한민국 형사소송법 제310조는 유일하며 불이익한 자백의 증거능력배제에 대한 형사소송법의 조문이다.
2007.6.1.에 본조신설가 신설되었다.

## 조문
제310조(불이익한 자백의 증거능력) 피고인의 자백이 그 피고인에게 불이익한 유일의 증거인 때에는 이를 유죄의 증거로 하지 못한다.

## 참고 문헌
- 손동권 신이철, 새로운 형사소송법(초판, 2013), 세창, 2013. ISBN 9788984114081

## 같이 보기
- 위법수집증거배제법칙
- 고문
- 대한민국 헌법 제12조 신체의 자유